# اپیدکسیپتریکس
اپیدکسیپتریکس (نام علمی: Epidexipteryx) نام یک سرده از تیره کوه‌پیمابالان است.این دایناسور حدود 154 میلیون سال پیش در چین امروزی می زیست.او که اندازه یک کبوتر را داشت با طول 45 سانتی متر و 200 گرم در برابر دایناسور های بزرگی مانند سینراپتور کوچک به نظر می رسید ولی می توانست به بالای درختان پناه ببرد.اپیدکسیپتریکس از حشره ها تغذیه می کرد. فسیل آن دز سال 2008 کشف شد.فسیل کشف شده نشان دهنده حیوانی با هدقه چشم بزرگ و جمجمه کوچک بود و به طرز غیرمعمولی با دندان های طویل. انگشتان او برای گرفتن ساقه ها بسیار مناسب است ودست ها و پا های بلندی دارد که نشان دهنده زندگی او بر روی درختان است.نکته جالب اوانگشت سوم بسیار بلند وتیز اوست که نشان دهنده این گروه است. با این انگشت و دندان های جلو آمده اش اپیدکسیپتریکس ابزار های لازم را برای شکار حشرات در لا به لای درختان را داشت. این دایناسور دارای پر بوده و به نظر می آمده که برای خودنمایی از آن استفاده می کردند.